# Экспедиция MOSAiC

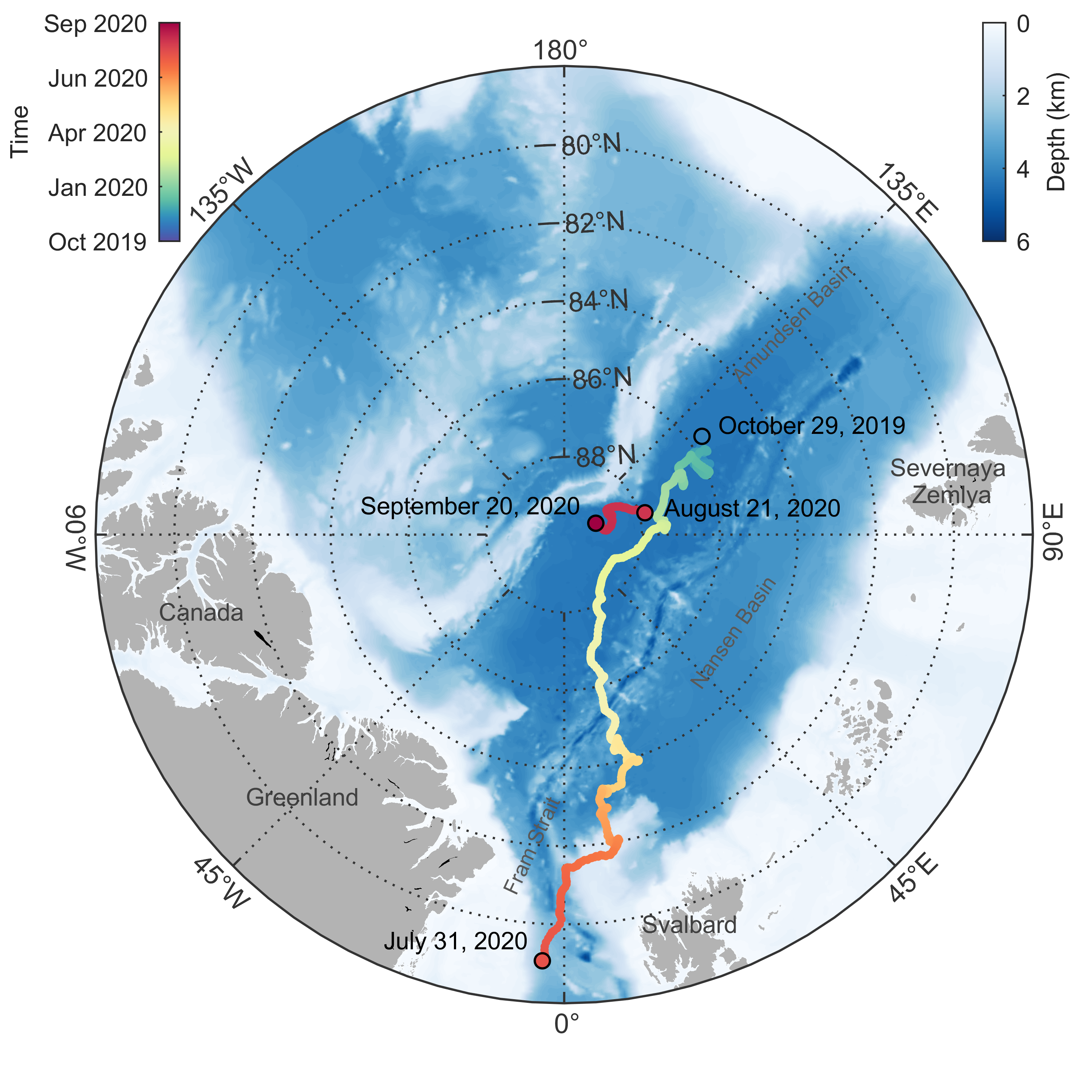
Расположение центральных обсерваторий экспедиции MOSAiC во время их дрейфа в 2019–2020 гг.

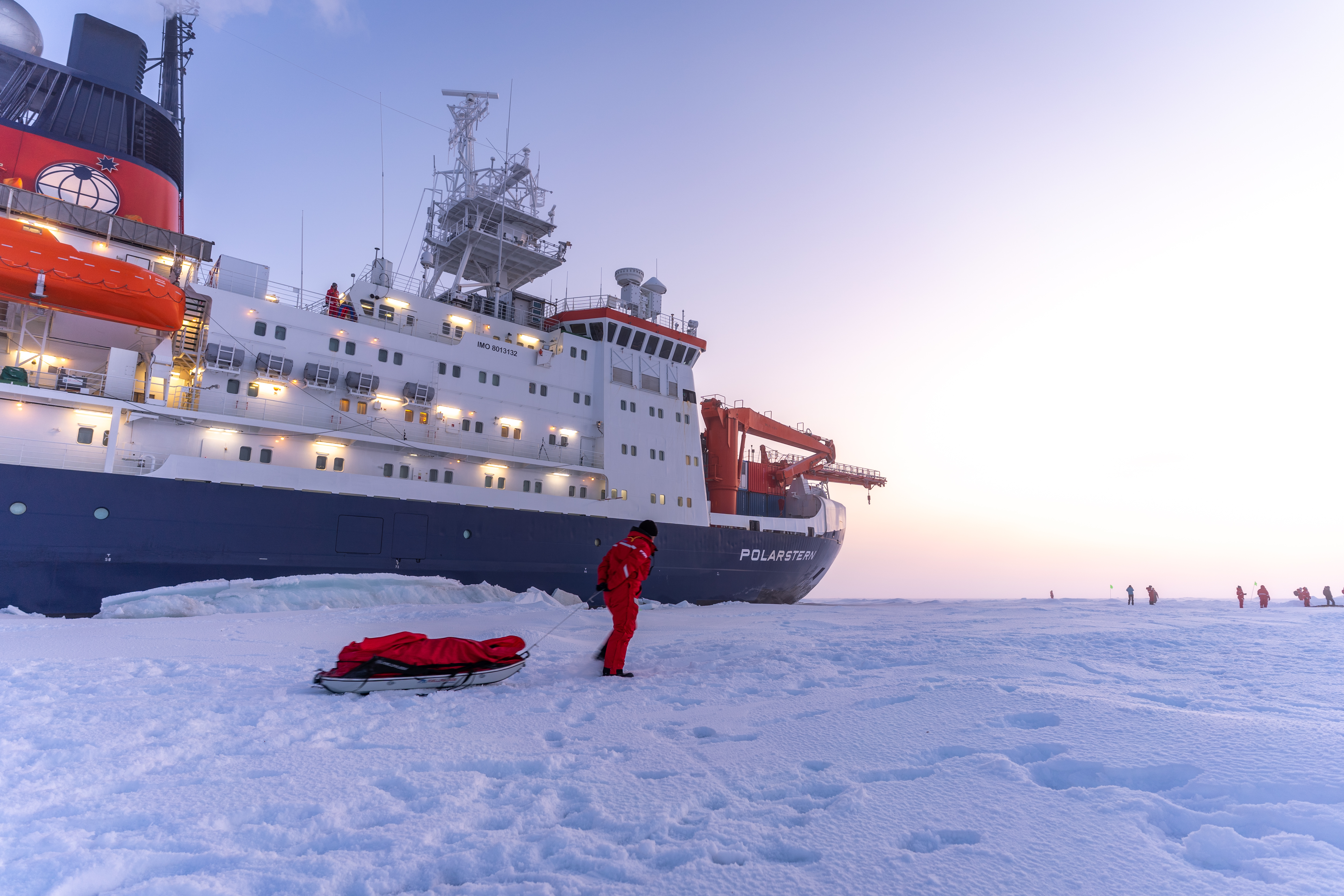

Экспедиция MOSAiC (многопрофильная дрейфующая обсерватория по изучению арктического климата) — годовая экспедиция в Центральную Арктику, проведённая с сентября 2019 г. по октябрь 2020 г.. Впервые современный исследовательский ледокол смог работать в непосредственной близости от Северного полюса круглый год, включая почти полугодовую полярную ночь. С точки зрения сложности в логистике, общего количества участников, количества стран-участниц и бюджета, MOSAiC представляет собой крупнейшую арктическую экспедицию в истории.
Центральное судно экспедиции — исследовательский ледокол Поларштерн немецкого Института полярных и морских исследований имени Альфреда Вегенера (AWI) — в течение года поддерживали и снабжали ледоколы и научно-исследовательские суда Академик Федоров и Капитан Драницын, Зонне и Мария С. Мериан и Академик Трёшников. Кроме того, были запланированы обширные операции с участием вертолетов и других самолетов. Всего на разных этапах экспедиции в центральной Арктике приняло участие работало около 600 человек. Международная экспедиция, в которой приняли участие более 80 учреждений из 20 стран мира (Австрии, Бельгии, Канады, Китая, Дании, Финляндии, Франции, Германии, Италии, Японии, Нидерландов, Норвегии, Польши, России, Южной Кореи, Испании, Швеции, Швейцария, Великобритания и США),  была проведена под руководством исследователя полярного климата Маркуса Рекса. От России в экспедиции принял участие Арктический и антарктический научно-исследовательский институт (ААНИИ), который отвечал за определение оптимального маршрута для ледоколов, а также за сейсмические и механические измерения морского льда. Основные цели экспедиции MOSAiC заключались в том, чтобы исследовать сложные и до сих пор плохо изученные климатические процессы, происходящие в Центральной Арктике, улучшить представление этих процессов в крупномасштабных климатических моделях и внести свой вклад в более точные климатические прогнозы.
Стоимость экспедиции оценивается в примерно 140 миллионов евро; половина её бюджета была предоставлена Федеральным министерством образования и исследований Германии (BMBF). Участие США было поддержано Национальным научным фондом, который вложил в проект около 24 миллионов долларов, что является одной из крупнейших инициатив в области арктических исследований, когда-либо проводившихся агентством. Министерство энергетики США также вложило значительные средства в миссию, выделив почти 10 миллионов долларов и предоставив большой набор инструментов для изучения атмосферы.

## Экспедиция

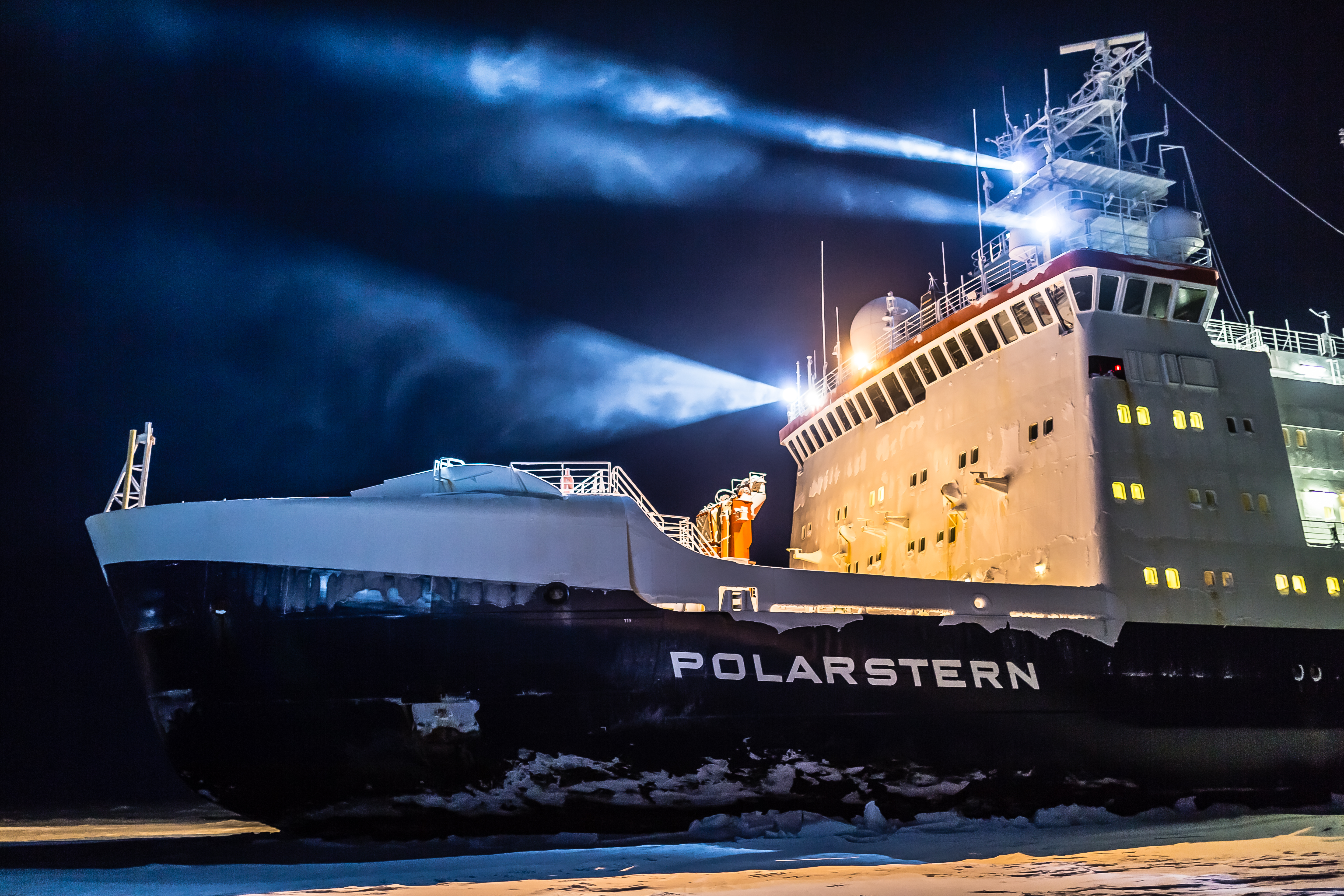
Ледокол Поларштерн.

В течение арктической зимы морской лед имеет слишком большую толщину и прочность, чтобы исследовательские ледоколы могли легко туда попасть. Из-за этого научные данные по центральной Арктике практически отсутствуют, особенно в зимний период. Чтобы добраться до центральной Арктики зимой, экспедиция MOSAiC последовала примеру знаменитой экспедиции Фритьофа Нансена на деревянной шхуне Фрам в 1893–1896 годах. Его плавание показало, что судно может дрейфовать через полярные льды по пути из Сибири в Атлантику через пролив Фрама, застряв в толстом морском льду и управляемым исключительно силами естественного дрейфа льдов. Хотя Нансен продемонстрировал возможность такого путешествия, научные измерения, возможные в те времена, были все еще в зачаточном состоянии. Во время экспедиции MOSAiC был повторен дрейф Фрама с исследовательским ледоколом, оснащенным арсеналом новейших приборов для изучения и регистрации сложных климатических процессов в центральной Арктике.
Основной составляющей экспедиции MOSAiC был годовой дрейф научного судна Polarstern в Центральной Арктике. 20 сентября 2019 года судно вышло из норвежского порта Тромсё вместе с ледоколом Академик Федоров, проследовало на восток вдоль сибирского побережья и примерно на 125° в.д. повернуло на север и начало разбивать морской лед Центральной Арктики. 4 октября 2019 года в точке с координатами 85° северной широты и 134° восточной долготы экспедиция MOSAiC нашла подходящую льдину размером примерно 2,5 на 3,5 км. После этого Поларштерн остановил свои двигатели и начал свой свободный дрейф в морском льду. Далее вокруг корабля на льдине был разбит обширный исследовательский лагерь, называемый центральной обсерваторией. В то же время Академик Федоров развернул на льду сеть исследовательских станций в радиусе 50 км от позиции Polarstern. Эта сеть (Distributed Network) состояла как из автономных, так и из дистанционно управляемых приборов, которые исследователи навещали с определённой регулярностью с помощью двух вертолётов, находящихся на Поларштерне.
Доставив последнюю партию топлива, в конце октября Академик Федоров вернулся в Тромсё. С этого момента дрейф льда перемещал Поларштерн и его сеть исследовательских станций через район около Северного полюса. 24 февраля 2020 года Polarstern побил рекорд: во время дрейфа он достиг 88°36' северной широты, всего в 156 километрах от Северного полюса. Летом 2020 года корабль достиг пролива Фрама. 13 августа, после последней крупной дозаправки и ротации персонала, «Поларштерн» отправился в Центральную Арктику, чтобы изучить ледостав и фазу замерзания морского льда. 19 августа корабль достиг Северного полюса. Путешествие от северной части пролива Фрама до полюса заняло всего шесть дней. После недолгих поисков, команда MOSAiC нашла новую льдину. Так называемая льдина MOSAiC 2.0 была обнаружена в одиннадцати морских милях от маршрута, по которому исходная льдина прошла в январе 2020 года  Поларштерн покинул льдину MOSAiC 2.0 20 сентября 2020 года, через год после начала экспедиции. 12 октября 2020 года Поларштерн вернулся в свой порт прописки в Бремерхафене.

В период с августа по сентябрь 2020 года немецкие исследовательские самолеты Polar 5 и Polar 6 вылетели со Шпицбергена для проведения аэрофотосъемки морского льда и атмосферы над Северным Ледовитым океаном, дополняя исследовательскую программу экспедиции MOSAiC. На островах у побережья Сибири специально для экспедиции были созданы склады с горючим, которые обеспечивали возможные аварийные операции с помощью вертолетов дальнего действия, которые в случае возникновения чрезвычайной ситуации могли добраться до Поларштерн, по крайней мере, на раннем и позднем этапах экспедиции. Многие логистический операции были значительно затруднены из-за начала эпидемии коронавируса, что привело к необходимости карантина для участников двух из пяти этапов экспедиции.

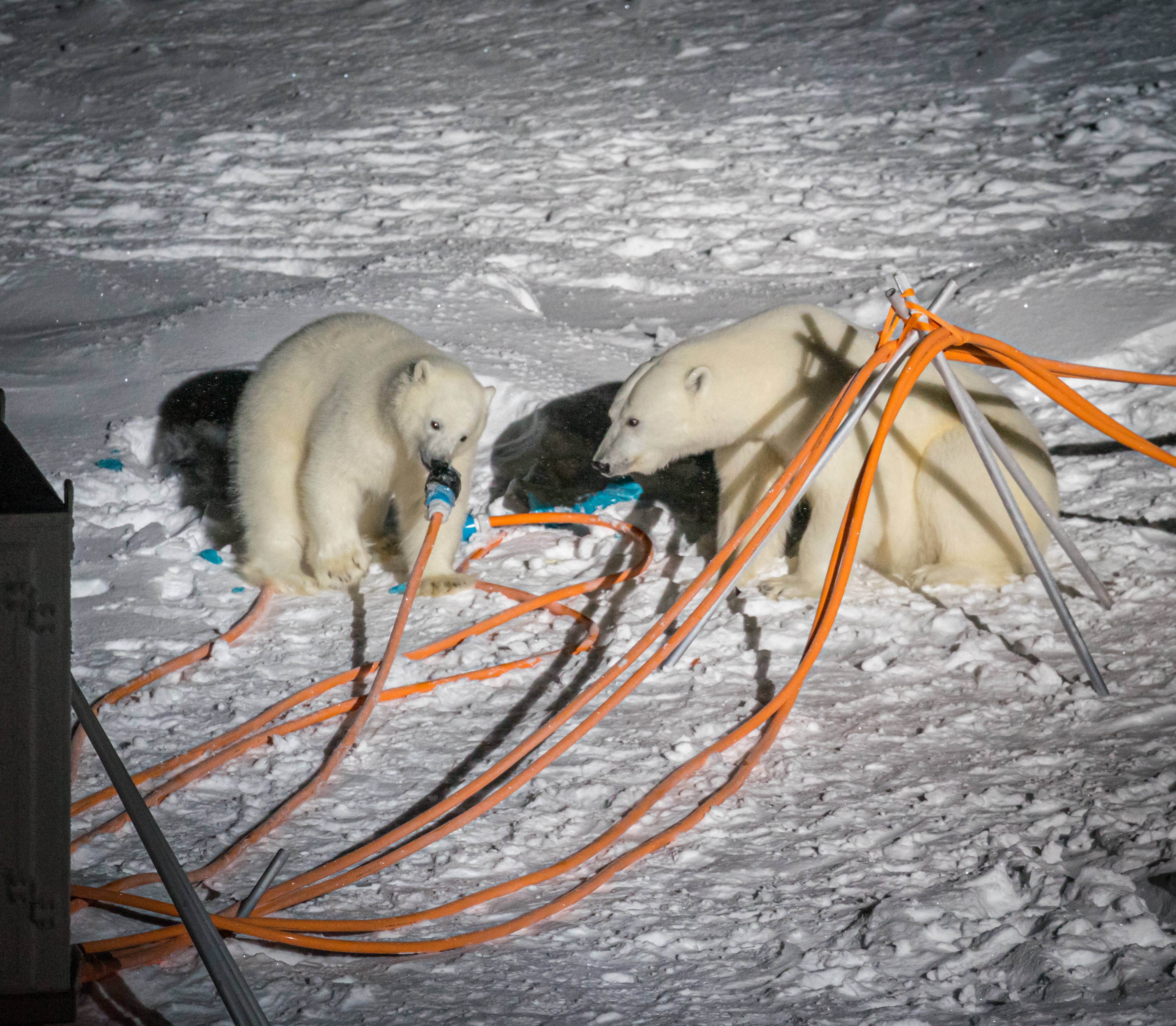
Белые медведи в исследовательском лагере MOSAiC

## Направления исследований
Основная цель проекта MOSAiC — понять связанные климатические процессы в Центральной Арктике, чтобы их можно было более точно интегрировать в региональные и глобальные климатические модели. Полученные результаты будут способствовать созданию более надежных прогнозов климата для Арктики и всего мира, улучшению прогнозов погоды и прогнозов морского льда в Арктике.
Кроме того, результаты MOSAiC помогут понять региональные и глобальные последствия изменения климата в Арктике и потери морского льда. Они должны повысить готовность сообществ в Арктике и северных широтах, обеспечить научную основу для разработки политики устойчивого развития Арктики и поддержать принятие основанных на фактах решений в области смягчения последствий глобального изменения климата и адаптации к нему.

### Атмосфера
Комплексные измерения атмосферы, выполненные в ходе экспедиции MOSAiC, предоставляют базу для понимания локальных и вертикальных взаимодействий в атмосфере и взаимодействий между атмосферой, морским льдом и океаном. Характеристика процессов в облаках, в пограничном слое атмосферы, приземном слое и поверхностных потоках энергии открывает возможности для лучшего понимания нижней тропосферы, взаимодействующей с поверхностными слоями атмосферы Арктики. Одной из самых сложных задач было последовательное проведение этих измерений в течение всего годового цикла морского льда, особенно, в начале периода ледостава, для того, чтобы отслеживать переход от открытой воды к очень тонкому слою льда. Измерения, полученные на больших высотах, позволили получить представление о характеристиках средней и верхней тропосферы и их взаимодействии со стратосферой. Чтобы улучшить понимание аэрозолей и взаимодействий аэрозолей и облаков над Центральной Арктикой, особенно зимой, были проведены измерения состава частиц, их физических свойств, их прямого и косвенного радиационного воздействия и их взаимодействия со свойствами облаков. Регулярные радиозондовые наблюдения в сочетании с измерениями с привязанного аэростата позволили получить профили атмосферы с высоким разрешением в воздушном столбе над центральной обсерваторией MOSAiC. Кроме того, радарные измерения использовались для определения вертикального профиля скорости и направления ветра, а также основных свойств облаков, включая содержание льда и жидкой воды. Основные термодинамические параметры, а также кинематические структуры атмосферы исследовались с помощью микроволновых и инфракрасных радиометров, рамановского и доплеровского лидаров.

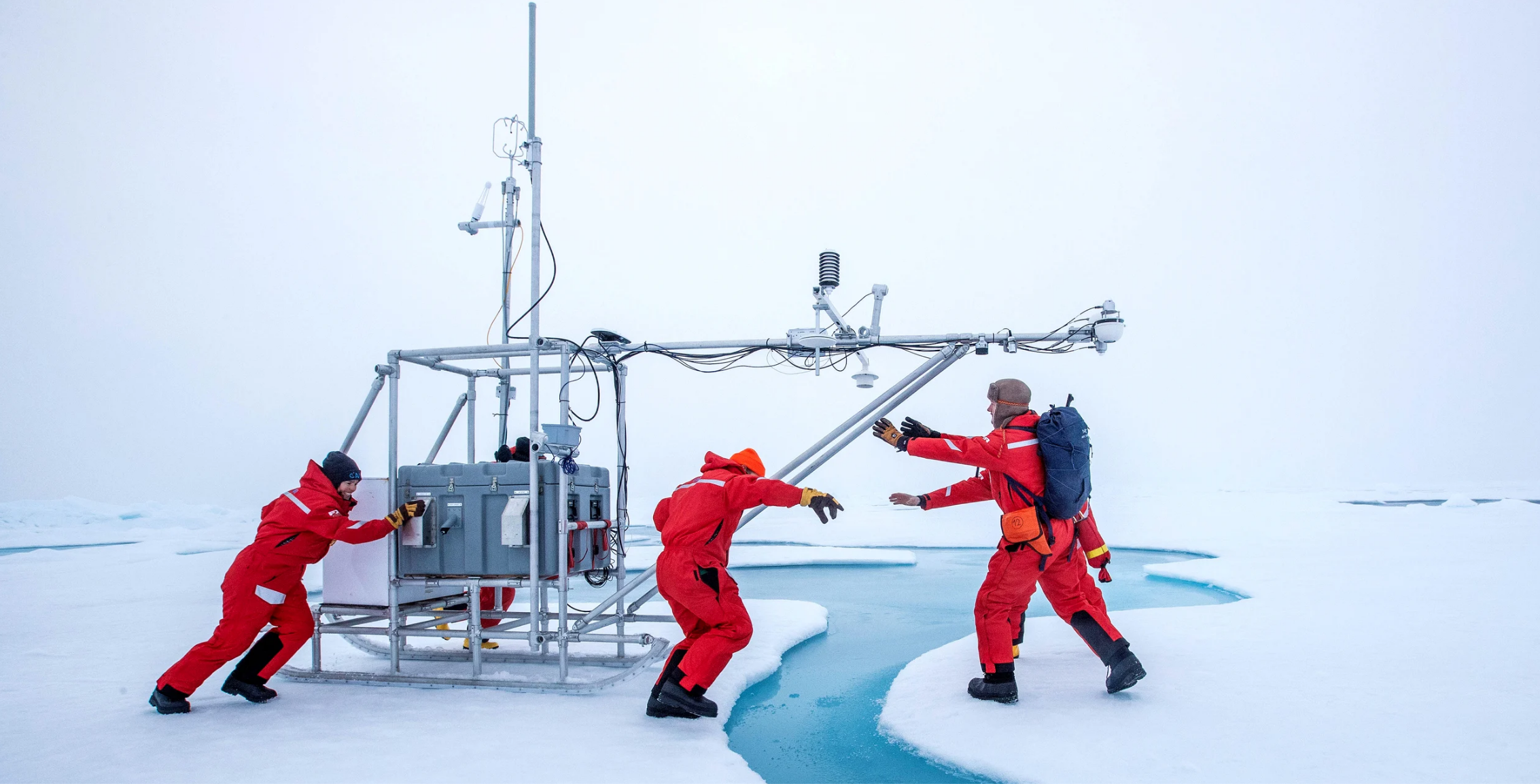
Учёные разместили на полярных льдах портативную климатическую обсерваторию.

### Морской лёд

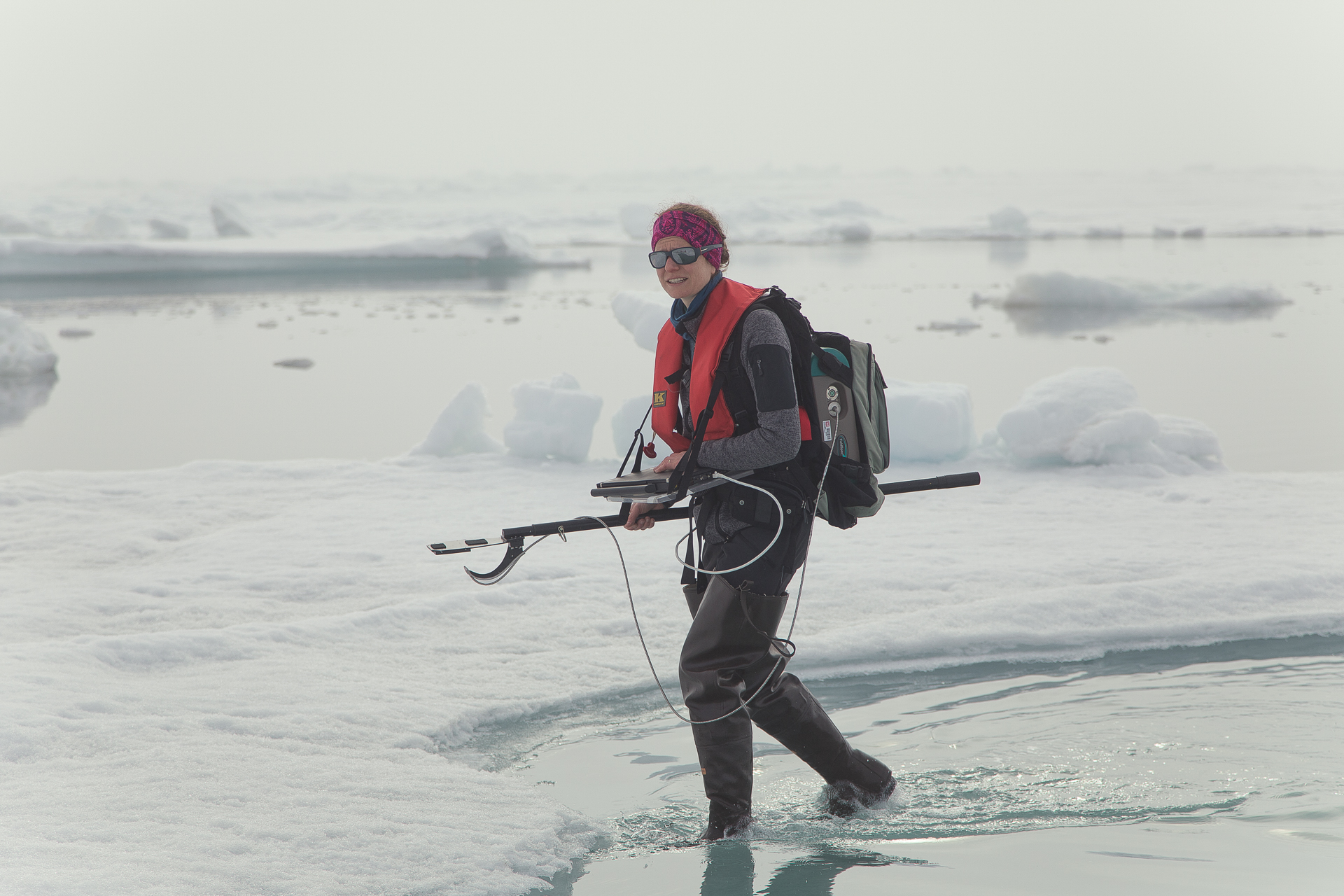
Исследовательница измеряет спектральное альбедо морского льда с помощью альбедометра.

Наблюдения за морским льдом охватывали широкий диапазон от измерения физических и механических характеристик арктического морского льда до его морфологии, оптических свойств и баланса массы. Акцент был также сделан на характеристике снежного покрова и ледяного покрова, и на понимании процессов, определяющих их свойства. Снежные профили и ледяные керны помогли исследователям собрать эти ценные данные. Другие аспекты наблюдения за морским льдом включали определение баланса массы путем измерения глубины снежного покрова и толщины льда, а также измерения распространения солнечного света во льду, спектрального альбедо льда и его светопропускания. Кроме того, в течение всего годового цикла велись наблюдения за различными типами льдов (торосами, однолетним и двухлетним ровным льдом) с целью определения пространственной изменчивости и развития ледового покрова в Арктике во времени. Наблюдения включали измерения плотности снега, его механического сопротивления и микроструктуры (с помощью использования компьютерной томографии на судне), что позволило точно определить теплопроводность снега. Наблюдения за балансом массы льда включали установку буёв для измерения температуры морского льда, а также абляционных вех, измеряющих эволюцию поверхности морского льда и границ дна. Кроме того, толщина морского льда регулярно измерялась с помощью наземного электромагнитного зондирования по маршруту вдоль границ основного ледового поля, а надводные борта снега и морского льда регулярно измерялись с помощью вертолетного лазерного сканера. Также была измерена подводная топография морского льда и другие физические параметры с помощью телеуправляемых необитаемых подводных аппаратов, включая измерения коэффициента пропускания солнечного света и гиперспектральная съёмка для определения концентрации водорослей. Зимние наблюдения характеризовались наличием пластинчатого льда из-за наличия переохлажденной воды, а летний период характеризовался сильной стратификацией талых вод и образованием ложного дна.

### Океан
Океанические процессы влияют на энергетический баланс в Арктике, а также на рост и таяние морского льда за счет дополнительного тепла. Они также играют важную роль в биологической активности, которая связывает и потенциально экспортирует углекислый газ. Измерения в толще воды могут улучшить понимание ключевых механизмов, происходящих в океане, включающих: (1) теплообмен между морским льдом и океаном, (2) поглощение солнечного света и обработка полученного тепла, (3) взаимодействие с глубоководными процессами; (4) первичная биологическая продуктивность и вынос органического вещества из эвфотической зоны.
Так как понимание развития морского льда было одной из основных целей экспедиции MOSAiC, океанические процессы, влияющие на лёд, такие как приповерхностное перемешивание, были в центре океанографических исследований. Кроме того, были подробно исследованы динамика и термодинамика перемешанного слоя. С этой целью были проведены непрерывные измерения турбулентных потоков непосредственно под границей океан-лёд, чтобы улучшить прогнозы скорости льда и океана, вертикальных потоков тепла и импульса, диффузии массы и других ключевых процессов. Более того, глубоководные части океана наблюдались в более широком контексте с помощью регулярных измерений профилей скорости потока, температуры, солёности и содержания растворенного кислорода в верхней сотне метров Северного Ледовитого океана, чтобы лучше понять его влияние на подлёдный слой океана.

## Школа MOSAiC 2019
На первом этапе экспедиции были проведены шестинедельные курсы для 20 студентов и аспирантов на корабле Академик Федоров. Это было сделано совместно партнерами MOSAiC и Ассоциацией молодых полярных ученых.